# Joseph de Man d'Hobruge
Joseph de Man d'Hobruge d'Attenrode en Wever, né à Bruxelles le 6 juin 1775 et mort à Hoeilaert le 14 septembre 1854, est un homme politique belge.

## Fonctions et mandats
- Bourgmestre de Hoeilaart : 1823-1854
- Membre du Sénat belge : 1831-1839

## Sources
- Oscar COOMANS DE BRACHÈNE, État présent de la noblesse belge, Annuaire 1993, Brussel, 1993.
- Le parlement belge 1831 - 1894: données biographiques, Académie Royale de Belgique, Commission de la Biographie Nationale, 1996 (ISBN 978-2-8031-0140-5)